# Albert Cohen (mathématicien)
Ne doit pas être confondu avec l'écrivain Albert Cohen ni avec l'informaticien Albert Cohen.
Albert Cohen, né le 29 juin 1965 à Paris, est un mathématicien français, qui travaille en théorie de l'approximation et en analyse numérique.

## Biographie
Cohen est par sa mère le petit-neveu du physicien Jacques Solomon. Il est ancien élève de l'École polytechnique (1984-1987). Il soutient une thèse à l'université Paris-Dauphine en 1990, sous la direction d'Yves Meyer (titre de la thèse : Wavelets, Multiresolution Analysis and Digital Signal Processing). Il est chercheur postdoctoral aux Laboratoires Bell à Murray Hill en 1990-1991. Il soutient une habilitation en 1992 à l'université Paris-Dauphine ; de 1993 à 1995 il est assistant à l'École nationale supérieure de techniques avancées  (ENSTA) in Paris. Depuis 1995 il est professeur au laboratoire Jacques-Louis-Lions de l'université Pierre-et-Marie-Curie qui est une composante de Sorbonne Université.

## Recherche
Cohen développe en 1990, avec Ingrid Daubechies et Jean-Christophe Feauveau, les premières bases d'ondelettes biorthogonales, et qui trouvent leur application dans la norme de compression d'image JPEG-2000.
Avec notamment Wolfgang Dahmen et Ronald DeVore, Cohen travaille ensuite sur l'analyse des méthodes d'approximation non linéaire et adaptative, en vue d'applications en théorie de l'apprentissage et dans le traitement numérique des équations aux dérivées partielles. Il s'intéresse aux problèmes algorithmiques impliquant un très grand nombre de variables, ce qui se traduit en principe par une augmentation prohibitive de la complexité des calculs.  Ces problèmes se  présentent en théorie de l'apprentissage statistique, dans le traitement des équations aux dérivées partielles paramétriques et stochastiques, et dans la mise au point de surfaces de réponses à partir de codes numériques.

## Prix et distinctions
En 2000 Cohen reçoit le grand prix Jacques-Herbrand de l’Académie des sciences. En 1995 il est lauréat du prix V. A. Popov en théorie de l'approximation et en 2004 du prix Blaise-Pascal. 
En 1998 il est membre junior, et en 2013 membre sénior de l'Institut universitaire de France.
Il est conférencier invité au Congrès international des mathématiciens de Pékin en 2002 et conférencier plénier à l'ICIAM e Zurich en 2007.
Cohen a obtenu un Advanced ERC grant pour un projet nommé BREAD (Breaking the curse of dimensionality in analysis and simulation) en 2013.

## Publications (sélection)
- Albert Cohen, Numerical analysis of wavelet methods, vol. 32, Amsterdam, Elsevier, coll. « Studies in mathematics and its applications », 2003, 354 p. (ISBN 9780444511249).
- Albert Cohen, « A journey through the Mathematics of Yves Meyer », dans Helge Holden et Ragni Piene (éditeurs), The Abel Prize 2013-2017, Springer International Publishing, 2018, xv+672 p. (ISBN 978-3-319-99027-9), p. 1-54.
- Albert Cohen et Ronald DeVore, « Approximation of high-dimensional PDEs », Acta Numerica, vol. 24,‎ 2015, p. 1-159 (MR 3349307, arXiv 1502.06797).